# Ailuroedus jobiensis
L'uccello gatto settentrionale (Ailuroedus jobiensis Rothschild, 1895) è un uccello passeriforme della famiglia Ptilonorhynchidae.

## Etimologia
Il nome scientifico della specie, jobiensis, rappresenta un riferimento (seppur inesatto) all'areale di diffusione di questi uccelli, in quanto Jobi è uno dei nomi locali dell'isola di Yapen.

## Descrizione

### Dimensioni
Misura 29 cm di lunghezza, per 140-205 g di peso: a parità d'età, i maschi sono leggermente più grossi e robusti rispetto alle femmine.

### Aspetto

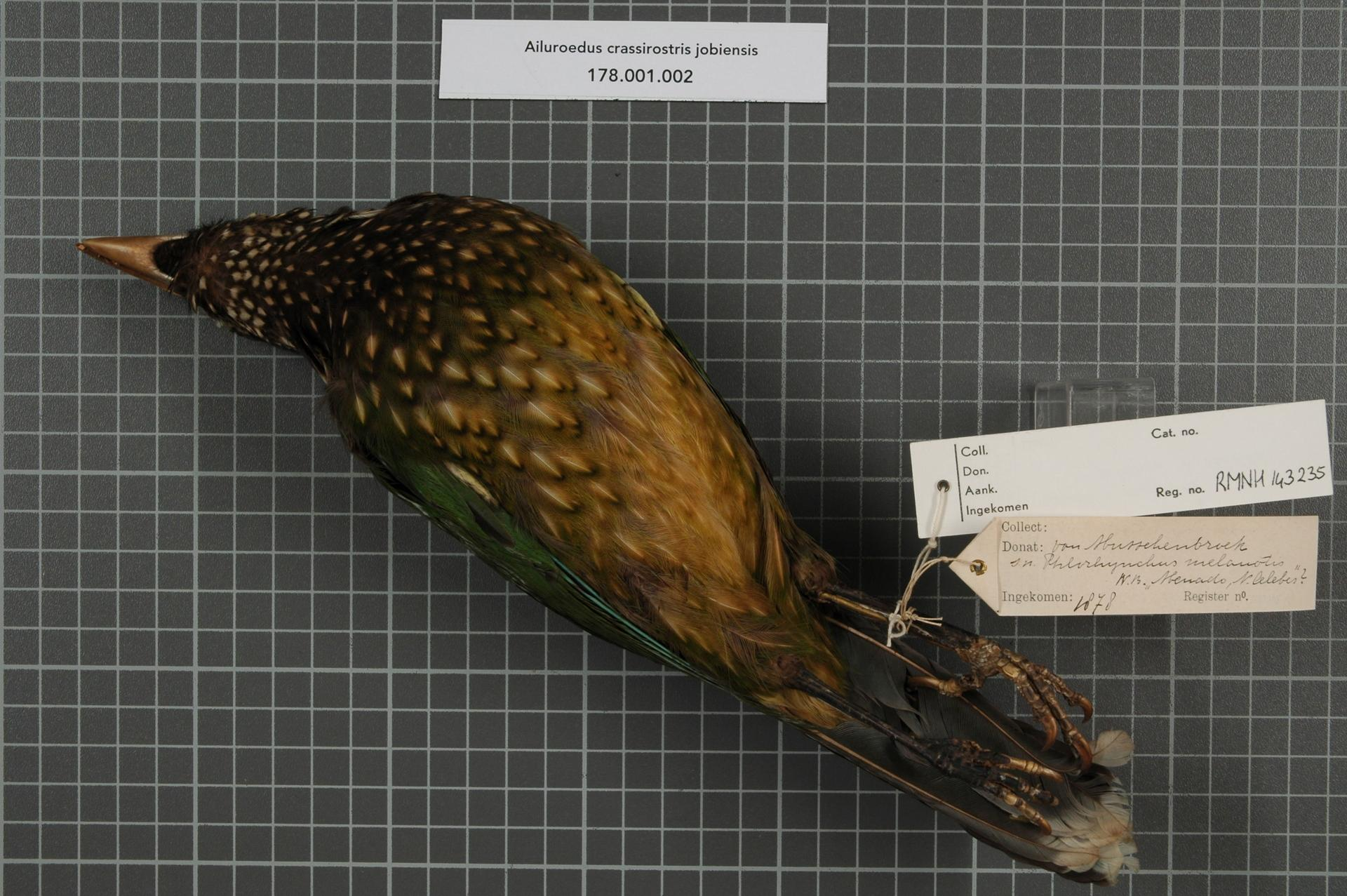
Veduta ventrale di esemplare impagliato.

Si tratta di uccelli dall'aspetto massiccio e robusto, muniti di testa piccola e arrotondata con becco forte e robusto di forma conica, lievemente ricurvo verso il basso nella sua parte distale, zampe allungate e robuste, ali lunghe e digitate e coda piuttosto lunga, sottile e di forma rettangolare.
Il piumaggio si presenta di colore bruno-nerastro su fronte, vertice, nuca, dorso, guance ed area attorno al becco, mentre l'area perioculare è di colore bianco sporco: le penne della gola e della base del collo sono bianche con orlo bruno-nerastro, con quest'ultimo che si riduce alla sola punta delle penne sul petto, lasciando spazio al beige-arancio, che è il colore di ventre e fianchi. Dorso, ali e coda si presentano invece di colore verde scuro, con superficie inferiore delle ultime due di colore grigio-nerastro e (nel caso della coda) orlo bianco.
Il becco è di colore grigio-giallastro, mentre le zampe sono di colore grigio-azzurrino e gli occhi sono di colore rosso cupo. 

## Biologia
Si tratta di uccelli diurni, che vivono generalmente in coppie e passano gran parte della giornata muovendosi attraverso il proprio territorio alla ricerca di cibo, scacciando eventuali intrusi conspecifici, mentre nei confronti di intrusi non della stessa specie l'uccello gatto settentrionale mantiene generalmente un atteggiamento cauto, preferendo rifugiarsi nel folto della vegetazione e facendo udire il proprio richiamo miagolante.

### Alimentazione
Si tratta di animali dalla dieta in massima parte frugivora, che si nutrono di frutta e bacche, nonché di altri alimenti sia di origine vegetale (semi, granaglie, germogli, foglioline, fiori) e di piccoli animali (grossi invertebrati e piccoli vertebrati).
Il cibo viene reperito indifferentemente al suolo o fra la vegetazione, generalmente partendo dai rami bassi degli arbusti e risalendo fronda dopo fronda fino alla canopia.

### Riproduzione
Soprattutto a causa del fatto che a lungo questi uccelli siano stati considerati come una sottospecie, e come tale non studiati in maniera esauriente, mancano dati riguardo alle loro abitudini riproduttive: tuttavia, si ha motivo di ritenere che esse non differiscano in maniera significativa, per modalità e tempistica, da quanto osservabile fra le specie congeneri. 

## Distribuzione e habitat
L'uccello gatto settentrionale è endemico della Nuova Guinea, della quale (come del resto intuibile dal nome comune) popola le aree pedemontane della catena costiera settentrionale (montagne Foja, monti Bewani, monti Torricelli, monti Adelbert, ad est fino alle sponde orientali del Sepik.
L'habitat di questi uccelli è rappresentato dalla foresta pluviale pedemontana e montana, con predilezione per le aree di foresta primaria o secondaria (purché ben matura).

## Tassonomia
Fino a tempi recenti, l'uccello gatto settentrionale veniva considerato una sottospecie dell'uccello gatto guancenere: sebbene alcuni continuino a mantenere questo tipo di classificazione, gli esami di carattere genetico hanno tuttavia evidenziato una distanza filetica fra i due taxa ritenuta tale da giustificare l'elevazione di questi uccelli al rango di specie a sé stante.
Sebbene alcuni autori riconoscano una sottospecie guttativentris dell'area del Sepik, la specie viene considerata monotipica: lo status tassonomico delle popolazioni dei monti Adelbert rimane incerto, in quanto resta da chiarire se appartengano all'uccello gatto settentrionale o all'uccello gatto di Huon.